# Acridotheres
Acridotheres – rodzaj ptaków z podrodziny szpaków (Sturninae) w rodzinie szpakowatych (Sturnidae).

## Zasięg występowania
Rodzaj obejmuje gatunki występujące w Azji.

## Morfologia
Długość ciała 21–25 cm; masa ciała 64–143 g.

## Systematyka

### Etymologia
- Acridotheres: gr. ακρις akris, ακριδος akridos – „szarańcza”; -θηρας -thēras – „łowca”, od θηραω thēraō – „łowić”, od θηρ thēr, θηρος thēros – „bestia, zwierzę”[6].
- Aethiopsar: gr. αιθιοψ aithiops – „czarny, poczerniały”, od αιθω aithō – „palić się”; ωψ ōps, ωπος ōpos – „twarz”; ψαρ psar, ψαρος psaros – „szpak”. Gatunek typowy: Pastor fuscus Wagler[7].

### Podział systematyczny
Do rodzaju należą następujące gatunki:
- Acridotheres tristis (Linnaeus, 1766) – majna brunatna
- Acridotheres ginginianus (Latham, 1790) – majna norowa
- Acridotheres burmannicus (Jerdon, 1862) – majna birmańska
- Acridotheres melanopterus (Daudin, 1800) – majna czarnoskrzydła
- Acridotheres fuscus (Wagler, 1827) – majna szara
- Acridotheres cinereus Bonaparte, 1850 – majna popielata
- Acridotheres javanicus Cabanis, 1851 – majna jawajska
- Acridotheres albocinctus Godwin-Austen & Walden, 1875 – majna obrożna
- Acridotheres grandis F. Moore, 1858 – majna żałobna
- Acridotheres cristatellus (Linnaeus, 1758) – majna czubata